# 煮ぼうとう

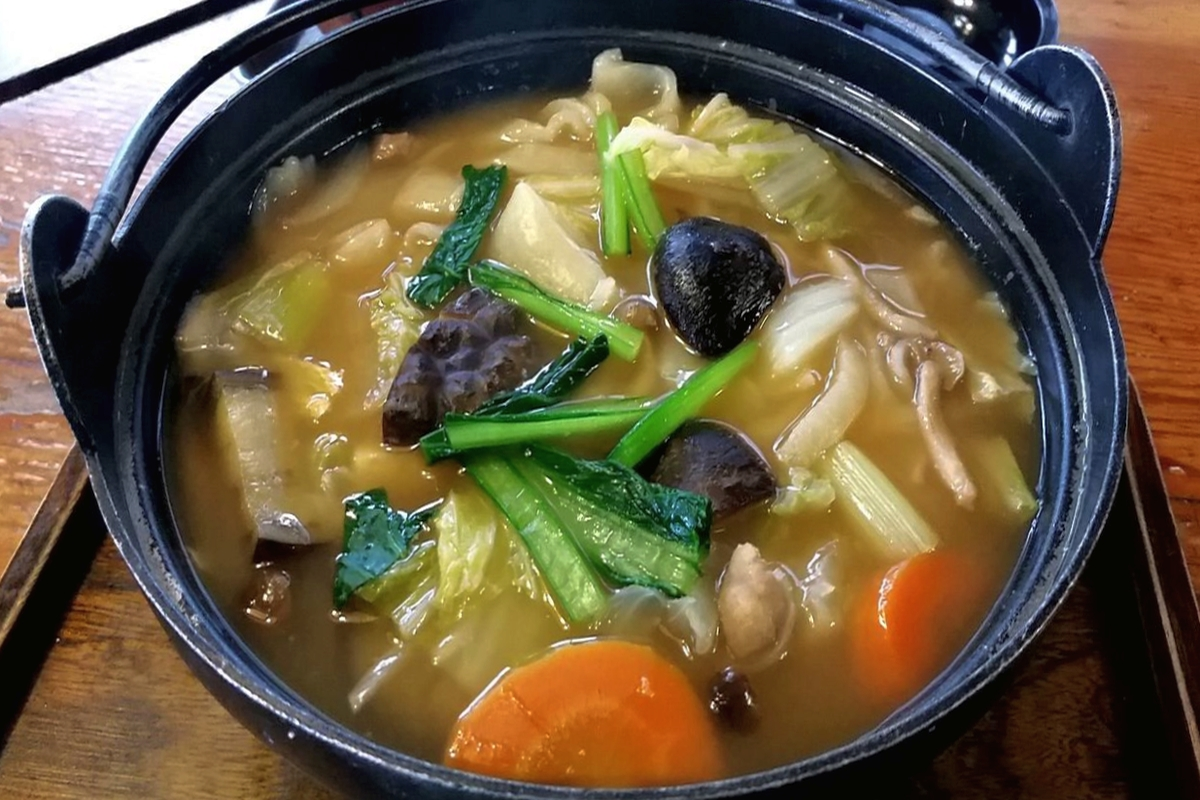
煮ぼうとう

煮ぼうとう（にぼうとう）は、煮込みうどんの一種で、日本の埼玉県深谷市の郷土料理。にぼうと、武州煮ぼうとうとも呼ばれる。
小麦粉をこねて伸ばした幅の広い生麺と、特産品の深谷ねぎ、地元で収穫した根菜類とを煮込み、醤油で味付けした料理である。
埼玉県を代表するB級グルメとも評される。
埼玉県内の他地域でも類似したうどん料理がみられるが、それらは入間郡や比企郡ではひもかわや打ち入れ、秩父地域ではおっきりこみと呼ばれる。

## 概要
麺は中力粉や強力粉を用いた腰の強い幅広のもの（およそ2.5cm、厚さ1.5mm程度）を用い、生麺のまま野菜を中心とした具とともに煮込んだうえ、醤油で味付けを行ったものである。生麺から煮込むことで、適度なとろみが生まれる。
具には深谷特産の深谷ねぎのほか、根菜類がよく使われる。

## 調理法
深谷市はホームページ上で、「家庭で作れる煮ぼうとうレシピ」として次のように紹介している（『武州煮ぼうとう研究会』の情報提供による）。

1. 1070ccの水に、昆布、干し椎茸などを入れ、ダシを作ります。
2. 1.のダシに、粉末ダシ（市販のダシでOK）を入れ、沸騰したら鶏肉とごぼうを入れます。
3. ひと煮立ちしたら、残りの具材（編注：深谷ねぎ、白菜、大根、人参、しめじ、油揚げ、季節の野菜など）を入れます。
4. 全体に火が通ったら、麺を入れ、菜箸でよくかき回します。
5. 麺に透明感が出たら、しょう油を入れ、味を調えます。
6. 煮上がったら火を止め、ふたをし、2～3分蒸らしたら完成です。

他、深谷市内の飲食店のひとつ『洋食と煮ぼうとうの店　虎ひげ』では、出汁には鰹節を用い、具材にはねぎの他にニンジン、サトイモ、鶏肉などの11種類を用いるという。

## 他地域の類似料理との関係
幅の広い麺を生から地元の食材で煮込む同様の料理として、山梨県のほうとう・岩手県の南部はっとやひっつみ、九州のだんご汁などが挙げられる。青森県八戸のせんべい汁も、広義には共通点がある。
甲州（山梨県）の郷土料理である『ほうとう』とは名称・外見ともに類似しているが、ほうとうは一般的に味噌味でカボチャが入り甘みが強いとされる。一方、煮ぼうとうは醤油味でありカボチャは入らず、深谷ねぎなどの野菜を多く煮込むほか、生麺を煮込むためとろみが強く冷めづらい特徴があるとされる。
上州（群馬県）のおっきりこみとは似た料理ではあるが、おっきりこみは主に味噌仕立てである（一部醤油仕立てのものが存在する）のに対し、煮ぼうとうは醤油仕立てである。また、醤油味のおっきりこみを煮ぼうとうと呼ぶ場合もある。
ほうとうなど太い麺を生の状態から地元の野菜と一緒に煮込んだ料理は、戦国時代の武田信玄の領地や影響のあった地域である山梨県のほか、埼玉、群馬のおっきりこみ、長野などにある。このため、「ほうとうが食べられている地域は信玄の勢力範囲と一致する。武田軍の陣中食だった可能性がある。」とする説がある。

## 歴史
深谷を含む埼玉県では、稲作の裏作として小麦を多く生産していた（二毛作）ことから、麺の原料となる小麦粉を入手しやすかった。深谷では古くより家庭料理として『ほうとう』を食べる文化があり、「ほうとうを打てない女は嫁にいけない」と言い伝えられたという。江戸時代末期に血洗島村（現在の深谷市内）で生まれた実業家の渋沢栄一も煮ぼうとうを好物としており帰郷の際には必ず食べていた、と伝承されている。
しかし、1980年代後半まではあくまで煮ぼうとうは米の代用食であり、農作業の合間に食べる「郷土の味」「家庭の味」として認識されており、飲食店で販売されるようなものではなかったという。
煮ぼうとうが深谷の名物として有名となった契機は、1988年（昭和63年）に深谷市の製麺会社『新吉（しんよし）』が商品化したことであったという。同社社長の小内陸夫の母である政が「おいしいし、特徴があるのだから、出せば売れる」と判断したことによる。発売後はたちまち同社を代表する商品となった。
2003年（平成15年）には市民十数人によって『武州煮ぼうとう研究会』が発足し、煮ぼうとうと（甲州の）ほうとうとで屋台の売り上げを競うといった『ほうとう対決』も行われた。売り上げ対決では二年連続で甲州ほうとうが勝り、煮ぼうとうは敗れたものの、話題性から知名度の向上につながった。
2007年（平成19年）には埼玉県行田市にて「埼玉Ｂ級グルメ王決定戦」が開催され、13市町から出品された14種の料理を、1万人以上の参加者が食べ比べて好みの食品に投票した。結果、煮ぼうとうが最多の票を獲得した（第2位は行田市の『ゼリーフライ』、第3位は同じく『フライ（鉄板焼き）』であった）。武州煮ぼうとう研究会長の小林仲治は「Ｂ級とは正直心外だが、先祖から伝わる味を評価されてうれしい。全国区の味をめざしていきたい」と述べた。
以後も各地で普及活動が進められ、結果、煮ぼうとうは市内の飲食店でも販売されるようになるなど、深谷の名物料理として確立されていった。深谷では学校給食として煮ぼうとうが提供されるほか、渋沢栄一の命日である11月11日には、『煮ぼうとう会』が開催されることとなった。
2010年代には大手コンビニエンスストアのセブン-イレブンが期間限定で煮ぼうとうを製造・販売し、2021年（令和3年）にも埼玉県政150周年を記念して販売した。
2019年に渋沢栄一の肖像画が2024年度以降の一万円紙幣に用いられることが決定すると、新吉は渋沢の生誕地の隣に煮ぼうとう専門店を出店した。
2022年（令和4年）時点で、深谷市内で煮ぼうとうを提供する飲食店は約20強が公表されている。